# Laetmaster spectabilis
Genre
Espèce
Laetmaster spectabilis est une espèce d'étoiles de mer de la famille des Solasteridae.

## Description
Laetmaster spectabilis est une espèce rarissime, qui n'a été observée que 2 fois : la première en 1881 avec la récolte de l'holotype par Perrier, et la seconde en 2015 par un sous-marin téléguidé lors de l'expédition Okeanos, au large de Porto Rico.